# Gutiérrez Zamora, Altotonga
Gutiérrez Zamora är en ort i Mexiko.   Den ligger i kommunen Altotonga och delstaten Veracruz, i den sydöstra delen av landet, 200 km öster om huvudstaden Mexico City. Gutiérrez Zamora ligger 2 146 meter över havet och antalet invånare är 1 809.
Terrängen runt Gutiérrez Zamora är varierad. Runt Gutiérrez Zamora är det ganska tätbefolkat, med 108 invånare per kvadratkilometer. Närmaste större samhälle är Teziutlan, 18,3 km nordväst om Gutiérrez Zamora. I omgivningarna runt Gutiérrez Zamora växer i huvudsak blandskog.